# خوان آرانگو
خوان فرناندو آرانگو سائنز (اسپانیایی: Juan Fernando Arango Sáenz‎؛ زادهٔ ۱۷ مهٔ ۱۹۸۰) یک بازیکن فوتبال اهل ونزوئلا است.
از باشگاه‌هایی که در آن بازی کرده‌است می‌توان به بروسیا مونشن‌گلادباخ، باشگاه فوتبال پاچوکا، و رئال مایورکا اشاره کرد.
وی همچنین در تیم ملی فوتبال ونزوئلا بازی کرده است.